# Радиорезистентные организмы
Радиорезисте́нтные органи́змы — организмы, обитающие в средах с очень высоким уровнем ионизирующего излучения. Радиорезистентность — понятие, противоположное радиочувствительности.
Вопреки устоявшемуся мнению, многие организмы обладают поразительной радиорезистентностью. К примеру, в ходе изучения окружающей среды, растений и животных в районе аварии на Чернобыльской АЭС было открыто, что, несмотря на высокий уровень радиации, многие виды совершенно непредсказанно выжили. Бразильские исследования холма в штате Минас-Жерайс с природным высоким уровнем радиации из-за залежей урана также показали множество радиорезистентных насекомых, червей и растений. Некоторые экстремофилы, такие как бактерия Deinococcus radiodurans и тихоходки способны выдержать высочайшую дозу ионизирующего излучения порядка 5000 Гр.

## Приобретённая радиорезистентность
Радиорезистентность можно вызвать, подвергая изучаемый объект небольшим дозам ионизирующего излучения. В нескольких работах был описан такой эффект у дрожжей, бактерий, протистов, водорослей, растений и насекомых, а также in vitro клетках млекопитающих и человека, лабораторных животных. При этом активируется несколько клеточных радиозащитных механизмов, таких как изменение уровня некоторых цитоплазматических и ядерных белков, повышенная экспрессия генов, репарация ДНК и другие процессы.
Многие организмы обладают механизмами самовосстановления, активирующиеся при подвергании действию радиации при некоторых условиях. Два таких процесса самовосстановления у людей описаны ниже.
Devair Alves Ferreira получил большую дозу (7,0 Гр) в ходе радиоактивного заражения в Гоянии и жил, в то время как его жена, получившая дозу 5,7 Гр, умерла. Наиболее вероятным объяснением этого является то, что свою дозу он получил небольшими частями, получаемыми в течение длительного времени, тогда как его жена больше находилась в доме и подвергалась продолжительной радиации без перерыва, давая механизмам самовосстановления в её теле меньше времени, чтобы восстановить нанесённый радиацией вред. Точно также некоторые люди, работавшие в подвалах Чернобыля, получили дозы до 10 Гр, однако они получали их небольшими частями, поэтому острого действия радиация не имела.
В экспериментах по радиобиологии было открыто, что чем больше доза радиации, которой облучают группу клеток, тем меньше число выживших клеток. Кроме того, было установлено, что, если облучать радиацией клетки, длительное время не пребывавшие под её воздействием, то радиация менее способна вызвать клеточную гибель. Человеческое тело содержит множество типов клеток, и отмирание одной ткани в жизненно важном органе приводит к его смерти. Многие быстрые смерти от радиации (от 3 до 30 дней) происходят из-за утраты клеток, образующих клетки крови (костный мозг), и клеток пищеварительной системы, формирующих стенку кишечника.
На приведённом ниже графике дуга доза/выживаемость для гипотетической группы клеток нарисована для случаев, когда клетки имели или не имели времени для восстановления. Кроме времени на восстановление от радиации клетки этих двух групп находились в одинаковых условиях.

## Эволюция радиорезистентности
С точки зрения истории эволюции и причинно-следственной связи, радиорезистентность не представляется адаптивной чертой, поскольку не существует документально подтвержденного естественного давления отбора, которое могло бы придать приспособляемость к способности организмов противостоять таким дозам ионизирующего излучения в диапазоне которых наблюдалось выживание некоторых видов экстремофилов. Это в первую очередь потому, что магнитное поле Земли защищает всех ее обитателей от ионизирующего солнечного излучения и галактических космических лучей, которые являются двумя основными источниками излучения такого типа в нашей Солнечной системе, и даже включая все известные наземные источники ионизирующего излучения, такие как газ радон и первичные радионуклиды в породе, которые считаются естественными объектами с высоким уровнем радиации, годовая доза естественного фонового излучения остается в десятки тысяч раз меньше, чем уровни ионизирующего излучения, которому могут противостоять многие очень радиорезистентные организмы.
Одно из возможных объяснений существования радиорезистентности состоит в том, что это пример кооптированной адаптации или экзаптации, где радиорезистентность может быть косвенным следствием эволюции другой, связанной с ней адаптации, которая была положительно выбрана эволюцией. Например одна гипотеза предполагает что адаптация к высыханию, вызванная экстремальными температурами, присутствующими в местах обитания гипертермофилов таких как Dеinococcus radiodurans вызывает необходимость бороться с повреждением клеток, которое практически идентично вреду, вызванному ионизирующим излучением, и что клеточные механизмы репарации, которые были разработаны для такого ремонта также можно использовать и для радиационного поражения, что позволяет D. radiodurans выдерживать экстремальные дозы ионизирующего излучения. Воздействие гамма-излучения приводит к повреждению клеточной ДНК, включая изменения азотистых пар оснований, повреждение сахарно-фосфатного остова и повреждения двухцепочечной ДНК. Чрезвычайно эффективные механизмы восстановления клеток, которые некоторые виды Deinoccocus, такие как D. radiodurans, развили для восстановления клетки после теплового повреждения, вероятно, также способны обратить вспять эффекты повреждения ДНК, вызванные ионизирующим излучением, например, собирая вместе любые компоненты их генома. которые были фрагментированы радиацией.

## Препараты, повышающие радиорезистентность
Сильнодействующим средством защиты от радиации является препарат en:Ex-Rad (ON 01210.Na). Химически он представляет собой натриевую соль 4-карбоксистирил-4-хлоробензилсульфона.
Помимо этого препарата радиопротекторными свойствами обладают энтолимод en:Entolimod (CBLB502), амифостин (en:amifostine) 'WR2721', филграстим, пегфилграстим (en:Pegfilgrastim) ('Neulasta'), койевая кислота.

## Наследственная радиорезистентность
Точно установлено, что радиорезистентность может задаваться генетически и передаваться по наследству по крайней мере у некоторых организмов. Heinrich Nöthel, генетик из Свободного университета Берлина, создал наиболее обширную работу по радиорезистентным мутациям, используя обычную плодовую мушку Drosophila melanogaster, в серии из 14 публикаций.

## Радиорезистентность в радиационной онкологии
Термин «радиорезистентность» иногда используется в медицине (онкология) для раковых клеток, плохо устраняемых радиотерапией. Радиорезистентные клетки могут как сами обладать этим свойством, так и вырабатывать его в ответ на радиотерапию.

## Радиорезистентность у различных организмов
В приведённой ниже таблице даны сведения о радиорезистентности у различных видов. Между данными, полученными в различных экспериментах, существуют большие различия, так как число используемых образцов невелико, кроме того, иногда невозможно проконтролировать среду, в которой брались данные (к примеру, данные для человека были взяты по результатам бомбардировки Хиросимы и Нагасаки).
| Организм                   | Летальная доза | LD50                | LD100 | Класс/царство |
| -------------------------- | -------------- | ------------------- | ----- | ------------- |
| Собака                     |                | 3.5 (LD50/30 дней)  |       | Млекопитающие |
| Человек                    | 4-10           | 4.5                 | 10    | Млекопитающие |
| Крыса                      |                | 7.5                 |       | Млекопитающие |
| Мышь                       | 4.5-12         | 8.6-9               |       | Млекопитающие |
| Кролик                     |                | 8 (LD50/30 дней)    |       | Млекопитающие |
| Черепаха                   |                | 15 (LD50/30 дней)   |       | Рептилии      |
| Золотая рыбка              |                | 20 (LD50/30 дней)   |       | Рыбы          |
| Escherichia coli           | 60             |                     | 60    | Бактерии      |
| Рыжий таракан              |                | 64                  |       | Насекомые     |
| Моллюск                    |                | 200 (LD50/30 дней)  |       | -             |
| Плодовая мушка             | 640            |                     |       | Насекомые     |
| Амёба                      |                | 1000 (LD50/30 days) |       | -             |
| Бракониды                  | 1800           |                     |       | Насекомые     |
| Milnesium tardigradum      | 5000           |                     |       | Eutardigrada  |
| Deinococcus radiodurans    | 15000          |                     |       | Бактерии      |
| Thermococcus gammatolerans | 30000          |                     |       | Археи         |

LD50 — средняя летальная доза, то есть доза, убивающая половину организмов в эксперименте;

LD100 — летальная доза, убивающая всех организмов в эксперименте.